# Каризма Рекърдс
Charisma Records е английска звукозаписна компания, основана от журналиста Тони Стратън-Смит през 1969 година.

## История
В края на 60-те Тони Стратън-Смит е мениджър на групите The Nice, Bonzo Dog Band и Van der Graaf Generator. След като не успява да намери лейбъл, който да издаде албума „The Least We Can Do Is Wave To Each Other“ на неговата любима група Van der Graaf Стратън-Смит създава собствена звукозаписна компания, чиято първа работа е веднага да издаде този албум. Първоначално Charisma Records оперира само във Великобритания, като дистрибутор на продукцията на B&C Records, но след като набира сила и се разраства достатъчно поглъща този лейбъл. През 70-те разпространението в Европа на издаваните от Charisma албуми е поето от Phonogram Records.
Логото на групата от средата на 70-те до наши дни е рисунка на Лудия Шапкар, направена от сър Джон Тениел, която понякога включва допълнителен монтаж на други основни персонажи от Алиса в Страната на чудесата на Луис Карол.
През 70-те Charisma се утвърждава като една от най-влиятелните звукозаписни компании във Великобритания. По това време най-популярните имена, които издава са Дженезис, Питър Гейбриъл, Джулиан Ленън и комедийната трупа на Монти Пайтън. Други не толкова известни, но значими изпълнители и групи са Lindisfarne, Алан Хъл, The Alan Parsons Project, Клифърд Т. Уорд, String Driven Thing, Jack The Lad, Audience, Вивиан Станшал, The Scars, Brand X, Сър Джон Бетйеман и Малкъм Макларън.
В САЩ и Канада записите на Charisma Records първоначално са лицензиране за издаване от други звукозаписни компании като ABC Records, Dunhill Records и Elektra Records. През 1971 Charisma подписва договор с Buddha Records и започва да разпространява тяхната продукция в Северна Америка. Atlantic Records малко по-късно започват да издават продукциите на Charisma в САЩ чак до 1992. Отделни продукти на Charisma са издавани и от Mercury Records и Arista Records.
През 1983 г. Charisma Records стават част от Virgin Records и продължава да продуцира и издава до 1992 г., когато Virgin окончателно поглъща лейбъла, последвано от закупуването им от EMI.